# Jürgen Dringelstein
Jürgen Dringelstein (* 6. Dezember 1946 in Baumholder) ist ein ehemaliger deutscher Fußballspieler. Der Offensivspieler hat beim Hamburger SV von 1968 bis 1970 in der Fußball-Bundesliga 28 Ligaspiele absolviert und zwei Tore erzielt.

## Karriere
Dringelstein wechselte 1967 vom VfR Baumholder aus der 1. Amateurliga Südwest zum SV Waldhof Mannheim in die zweitklassige Fußball-Regionalliga Süd. Mit Baumholder hatte er den 4. Platz erreicht und mit der Südwest-Auswahl am 29. Oktober 1966 im Wettbewerb um den Länderpokal beim Spiel gegen den Mittelrhein mitgewirkt. Der kleine und wendige Dribbler am Flügel debütierte am 13. August 1967 bei einer 0:4-Auswärtsniederlage bei den Blau-Schwarzen vom Alsenweg in der Regionalliga. Unter Trainer Hermann Lindemann absolvierte er beim Erreichen des 12. Ranges 26 Ligaspiele und erzielte vier Tore. An der Seite von Mitspielern wie Udo Glaser, Manfred Grimm, Wolfgang Höfig, Rolf Lederer, Günter Sebert, Klaus Sinn und Friedrich Zipperer machte er durch seine Leistungen Beobachter aus der Bundesliga auf sich aufmerksam und wechselte nach einem Jahr beim SV Waldhof in die Bundesliga zum Hamburger SV.
Zu den „Rothosen“ waren zum Team von Trainer Kurt Koch und dem Technischen Direktor Georg Knöpfle auch noch die weiteren Neuzugänge Gert Girschkowski, Klaus Fock, Robert Pötzschke, Hubert Schöll, Hans-Werner Kremer und Jürgen Seifert gekommen. Zum Bundesligadebüt kam Dringelstein am 17. August 1968 bei einer 0:1-Auswärtsniederlage bei Eintracht Braunschweig. Sturmpartner waren Jürgen Seifert und Gert Dörfel. Die „Rautenträger“ belegten am Rundenende den 6. Rang und der Neuzugang vom SV Waldhof hatte 23 (1 Tor) Ligaspiele absolviert. Daneben kam er aber auch noch in zwei DFB-Pokalspielen gegen Borussia Mönchengladbach und den FC Bayern München zum Einsatz. Neben dem internationalen Freundschaftsspiel am 23. Oktober 1968 beim FC Barcelona (3:2), wo er mit Uwe Seeler und „Charly“ Dörfel den Dreierangriff gebildet hatte, bestritt er auch noch im Messepokal Spiele gegen den FC Metz, Slavia Prag und Hibernian Edinburgh. Durch langwierige Verletzungen konnte der talentierte Angreifer seine hoffnungsvolle Karriere in den nächsten Runden nicht fortsetzen; lediglich noch fünf Bundesligaspiele (1 Tor) folgten 1969/70. Sein letztes Pflichtspiel für den HSV bestritt Dringelstein am 4. Januar 1970 bei einem 3:1-Auswärtserfolg beim FC Villingen 08 im DFB-Pokal. Mit Uwe Seeler und Gert Dörfel bildete er dabei auf Rechtsaußen den HSV-Angriff. Er stand noch zwei weitere Jahre beim HSV unter Vertrag, kehrte aber nicht mehr auf den Rasen zurück und kehrte zur Saison 1972/73 als Sportinvalide zu seinem Heimatverein nach Baumholder zurück.
Dort war er als Übungsleiter im Seniorenturnen und als pädagogischer Mitarbeiter der VHS in Baumholder aktiv.

## Sonstiges
Dringelstein arbeitete als pädagogischer Mitarbeiter bei der Volkshochschule und engagiert sich als Ratsmitglied im Gemeinderat von Reichenbach.